# Pro Evolution Soccer 5
Pro Evolution Soccer 5 (também conhecido como World Soccer: Winning Eleven 9 na Ásia e América do Norte) é o quinto jogo da série Pro Evolution Soccer. As versões para PlayStation 2 e Xbox foram lançadas em 21 de outubro de 2005 e para PC lançada na semana seguinte, no dia 28 de outubro.
A capa mostra o zagueiro do Chelsea John Terry e o atacante do Arsenal Thierry Henry.
O jogo foi o primeiro da série a incluir oficialmente times licenciados do Reino Unido - Arsenal e Chelsea da Inglaterra, bem como Celtic e Rangers da Escócia. O jogo também inclui ligas totalmente licenciadas - La Liga da Espanha, Eredivisie da Holanda, e a Serie A da Itália (com exceção do Cagliari). Das seleções, ao todo, estão 57 disponíveis, e dentre elas estão a seleção do Japão e a da Coréia do Sul, as únicas licenciadas no jogo. Igual as versões prévias da série, o PES 5 traz um menu para editar, permitindo agora a personalização com textos e logotipos de patrocínio nos uniformes customizados.

## Times

### Seleções

##### Europa
| - Albânia - Andorra - Armênia - Áustria - Azerbaijão - Bielorrússia - Bélgica - Bósnia e Herzegovina - Bulgária - Croácia - Chipre - República Checa - Dinamarca - Inglaterra - Estônia - Ilhas Feroe - Finlândia - França - Geórgia - Alemanha - Grécia - Hungria - Islândia - República da Irlanda - Israel - Itália | - Cazaquistão - Letónia - Liechtenstein - Lituânia - Luxemburgo - Macedônia do Norte - Malta - Moldávia - Países Baixos - Irlanda do Norte - Noruega - Polónia - Portugal - Roménia - Rússia - San Marino - Escócia - Sérvia e Montenegro - Eslováquia - Eslovénia - Espanha - Suécia - Suiça - Turquia - Ucrânia - País de Gales |

##### África
| - Argélia - Angola - Benim - Botsuana - Burquina Fasso - Burundi - Camarões - Cabo Verde - República Centro-Africana - Chade - Comores - Congo - RD Congo - Costa do Marfim - Djibouti - Egito - Guiné Equatorial - Eritreia - Etiópia - Gabão - Gâmbia - Gana - Guiné - Guiné-Bissau - Quénia - Lesoto - Libéria | - Líbia - Madagascar - Malawi - Mali - Mauritânia - Maurícia - Marrocos - Moçambique - Namíbia - Níger - Nigéria - Ruanda - São Tomé e Príncipe - Senegal - Seicheles - Serra Leoa - Somália - África do Sul - Sudão do Sul - Sudão - Essuatíni - Tanzânia - Togo - Tunísia - Uganda - Zâmbia - Zimbabwe |

##### Américas
| - Anguila - Antígua e Barbuda - Aruba - Bahamas - Barbados - Belize - Bermudas - Canadá - Costa Rica - Cuba - Dominica - República Dominicana - El Salvador - Guatemala - Guiana - Haiti - Honduras - Ilhas Caimã - Ilhas Virgens Americanas - Ilhas Virgens Britânicas - Jamaica - México - Monserrate - Nicarágua - Panamá - Porto Rico - São Cristóvão e Neves - Santa Lúcia - São Vicente e Granadinas - Suriname - Trindade e Tobago - Turcas e Caicos - Estados Unidos - Ilhas Virgens Americanas | - Argentina - Bolívia - Brasil - Chile - Colômbia - Equador - Paraguai - Peru - Uruguai - Venezuela |

##### Ásia/Oceania
| - Afeganistão - Barém - Bangladesh - Butão - Brunei - Camboja - China - Taipé Chinês - Hong Kong - Índia - Indonésia - Irã - Iraque - Japão - Jordânia - Quirguistão - Kuwait - Laos - Líbano - Maldivas - Malásia - Mongólia - Nepal - Omã - Paquistão - Coreia do Norte | - Filipinas - Catar - Arábia Saudita - Singapura - Coréia do Sul - Sri Lanka - Síria - Tadjiquistão - Tailândia - Turcomenistão - Emirados Árabes Unidos - Uzbequistão - Vietnã - Iêmen - Samoa Americana - Austrália - Ilhas Cook - Fiji - Nova Caledônia - Nova Zelândia - Papua-Nova Guiné - Samoa - Ilhas Salomão - Taiti - Tonga - Vanuatu |

### Clubes

#### Ligas licenciadas
- Serie A com times da temporada 2005-06
- Eredivisie com times da temporada 2005-06
- La Liga com times da temporada 2005-06

Serie A
| - Inter Milan - A.S. Roma - A.C. Milan - AC Chievo Verona - U.S. Città di Palermo - A.S. Livorno Calcio - Parma F.C. - Empoli F.C. (ausente da versão japonesa) - ACF Fiorentina - Ascoli Calcio 1898 (ausente da versão japonesa) | - Udinese Calcio - U.C. Sampdoria - Reggina Calcio - Teste di Moro (Cagliari Calcio) (licenciado na versão japonesa) - A.C. Siena - S.S. Lazio - A.C.R. Messina - U.S. Lecce - Treviso F.B.C. 1993 (ausente da versão japonesa) - Juventus F.C. |

Eredivisie
| - PSV Eindhoven - AZ Alkmaar - Feyenoord - AFC Ajax - FC Groningen - FC Utrecht - SC Heerenveen - Roda JC - FC Twente | - NEC Nijmegen - Vitesse - RKC Waalwijk - Heracles Almelo - Sparta Rotterdam - ADO Den Haag - NAC Breda - Willem II - RBC Roosendaal |

La Liga
| - FC Barcelona - Real Madrid C.F. - Valencia CF - CA Osasuna - Sevilla FC - Celta de Vigo (ausente da versão japonesa) - Villarreal CF - Deportivo de La Coruña - Getafe CF - Atlético Madrid | - Real Zaragoza - Athletic Bilbao - RCD Mallorca - Real Betis - RCD Espanyol - Real Sociedad - Racing de Santander - Deportivo Alavés (ausente da versão japonesa) - Cádiz CF (ausente da versão japonesa) - Málaga CF |

#### Clubes licenciados em ligas não-licenciadas

##### Liga Inglesa
| - Arsenal F.C. | - Chelsea F.C. |

##### Outros clubes
| - Celtic F.C. - Djurgårdens IF - FC Dynamo Kyiv - FC Kobenhavn | - FC Porto - Galatasaray S.K. - Rangers F.C. - Rosenborg BK |

#### Ligas não-licenciadas
- Liga Inglesa (Premier League) com times da temporada 2005-06
- Liga Francesa (Ligue 1) com times da temporada 2005-06
- Liga Alemã (Bundesliga) com times da temporada 2005-06

#### Clubes não-licenciados
Os clubes não-licenciados pertencentes a ligas possuem nomes reais de jogadores.
Liga Inglesa
| - Man Red (Manchester United F.C.) - Merseyside Red (Liverpool F.C.) - North East London (Tottenham Hotspur F.C.) - Lancashire (Blackburn Rovers F.C.) - Tyneside (Newcastle United F.C.) - Middlebrook (Bolton Wanderers F.C.) - East London (West Ham United F.C.) (ausente da versão japonesa) - Lancashire Athletic (Wigan Athletic F.C.) (ausente da versão japonesa) - Merseyside Blue (Everton F.C.) | - West London White (Fulham F.C.) - South East London Reds (Charlton Athletic F.C.) - Teesside (Middlesbrough F.C.) - Man Blue (Manchester City F.C.) - West Midlands Village (Aston Villa F.C.) - Pompy (Portsmouth F.C.) - West Midlands City (Birmingham City F.C.) - West Midlands Stripes (West Bromwich Albion F.C.) - Wearside (Sunderland A.F.C.) (ausente da versão japonesa) |

Liga Francesa
| - Rhone (Olympique Lyonnais) - Aquitaine (FC Girondins de Bordeaux) - Pas de Calais (Lille OSC) - Nord (RC Lens) - Bouches du Rhone (Olympique de Marseille) - Bourgogne (AJ Auxerre) - Bretagne (Stade Rennais F.C.) - Alpes Maritimes (OGC Nice) - Ile de France (Paris Saint-Germain F.C.) - Azur (AS Monaco FC) | - Sarthe (Le Mans UC 72) (ausente da versão japonesa) - Meurthe-et-Moselle (AS Nancy) (ausente da versão japonesa) - Somesterrine (AS Saint-Étienne) - Loire Océan (FC Nantes) - Franche-Comté (FC Sochaux-Montbéliard) - Garonne (Toulouse FC) - Aube (Troyes AC) (ausente da versão japonesa) - Corse Sud (AC Ajaccio) - Aslace (RC Strasbourg) - Moselle (FC Metz) |

Liga Alemã
| - Isar (FC Bayern München) - Weser (SV Werder Bremen) - Hanseaten (Hamburger SV) - Rhur (FC Schalke 04) - Rhein (Bayer 04 Leverkusen) - Hauptstadt (Hertha BSC) - Westfalen (Borussia Dortmund) - Franken (1. FC Nürnberg) - Neckar (VfB Stuttgart) | - Fohlen (Borussia Mönchengladbach) - Karneval (Mainz) - Niedersachsen (Hannover 96) - Alm (Arminia Bielefeld) - Rhein-Main (Eintracht Frankfurt) (ausente da versão japonesa) - Autostadt (VfL Wolfsburg) - Pfalz (1. FC Kaiserslautern) - Domstadt (1. FC Köln) (ausente da versão japonesa) - Stahlstadt (MSV Duisburg) (ausente da versão japonesa) |

#### Outros Clubes A e B
Estes clubes não possuem nomes reais de jogadores.
| - Lisbonera (S.L. Benfica) - FC Bosphorus (Beşiktaş J.K.) - Bruxelles (Club Brugge) - Constanti (Fenerbahçe S.K.) - Russia Rail FC (FC Lokomotiv Moscow) - Peloponnisos (Olympiacos F.C.) - Athenakos FC (Panathinaikos FC) | - Bruxelles (R.S.C. Anderlecht) - Sheffcor Domake (FC Shakhtar Donetsk) - AC Czech (Sparta Prague) - Esportiva (Sporting CP) - Caopolo (São Paulo) |

#### Outros clubes
| - PES United | - WE United |

A versão japonesa mantém os mesmos clubes da temporada 2004-05 da edição anterior, com os mesmos contratos de licença da época, com exceção da Eredivisie, que mantém a edição 2005-06; por outro lado, a Serie A italiana conta com o Cagliari licenciado.